# Marie Alexandra van Sleeswijk-Holstein-Sonderburg-Glücksburg
Marie Alexandra Caroline-Mathilde Victoria Irene van Sleeswijk-Holstein-Sonderburg-Glücksburg (Louisenlund, 9 juli 1927 - Friedrichshafen, 14 december 2000) was een prinses van Sleeswijk-Holstein-Sonderburg-Glücksburg.
Zij was het jongste kind van Willem Frederik van Sleeswijk-Holstein-Sonderburg-Glücksburg en Marie Melita zu Hohenlohe-Langenburg, een kleindochter van de Britse koningin Victoria. Zij trouwde op 22 juli 1970 met de Amerikaan Douglas Barton-Miller. Het paar kreeg geen kinderen. Marie Alexandra's echtgenoot bezat enkele restaurants in Friedrichshafen.